# Gráf Lajos
Gráf Lajos, Gráf Lajos Károly Győző (Budapest, 1893. május 28. – Budapest, Erzsébetváros, 1949. február 11.) magyar olimpikon, evezős, mérnök, építési vállalkozó.

## Családja
Dr. Gráf Vilmos és Samarjai Ilona fia. 1926. október 18-án Budapesten, az Erzsébetvárosban feleségül vette az aradi születésű Czinczár Klára Piroskát, Czinczár Lajos és Kiss Piroska leányát.

## Pályafutása
A Hungária Evezős Egylet MTK sportolójaként versenyzett. 1949-ben önkezével vetett véget életének, felakasztotta magát.

### Olimpiai játékok
Az 1912. évi nyári olimpiai játékok kormányos nyolcevezős versenyszámban 8 nemzet versenyzett. Öt előfutamot rendeztek, a magyarok  Németország legjobb nyolcasával került egy futamban. A német nyolcas sportolói sokkal erősebbek voltak, evezős technikájuk az angol stílusra épült, két hajóhosszal nyerték a 3. futamot.
Hungária Evezős Egylet csapattársaival (Szebeny István vezér evezős, Baján Artúr, Manno Miltiades, Jeney István, Gráf Lajos, Szebeny Miklós, Szebeny György, Vaskó Kálmán kormányos) a 7. helyen végzett.

## Külső hivatkozások
- Gráf Lajos. huszadikszazad.hu. (Hozzáférés: 2015. szeptember 12.)
- Gráf Lajos. huszadikszazad.hu. (Hozzáférés: 2015. szeptember 12.)